# 吉岡美帆
吉岡 美帆（よしおか みほ、1990年8月27日 - ）は、広島県広島市出身の女子セーリング選手（クルー）。立命館大学経済学部卒業。ベネッセセーリングチーム所属。身長は177cm。

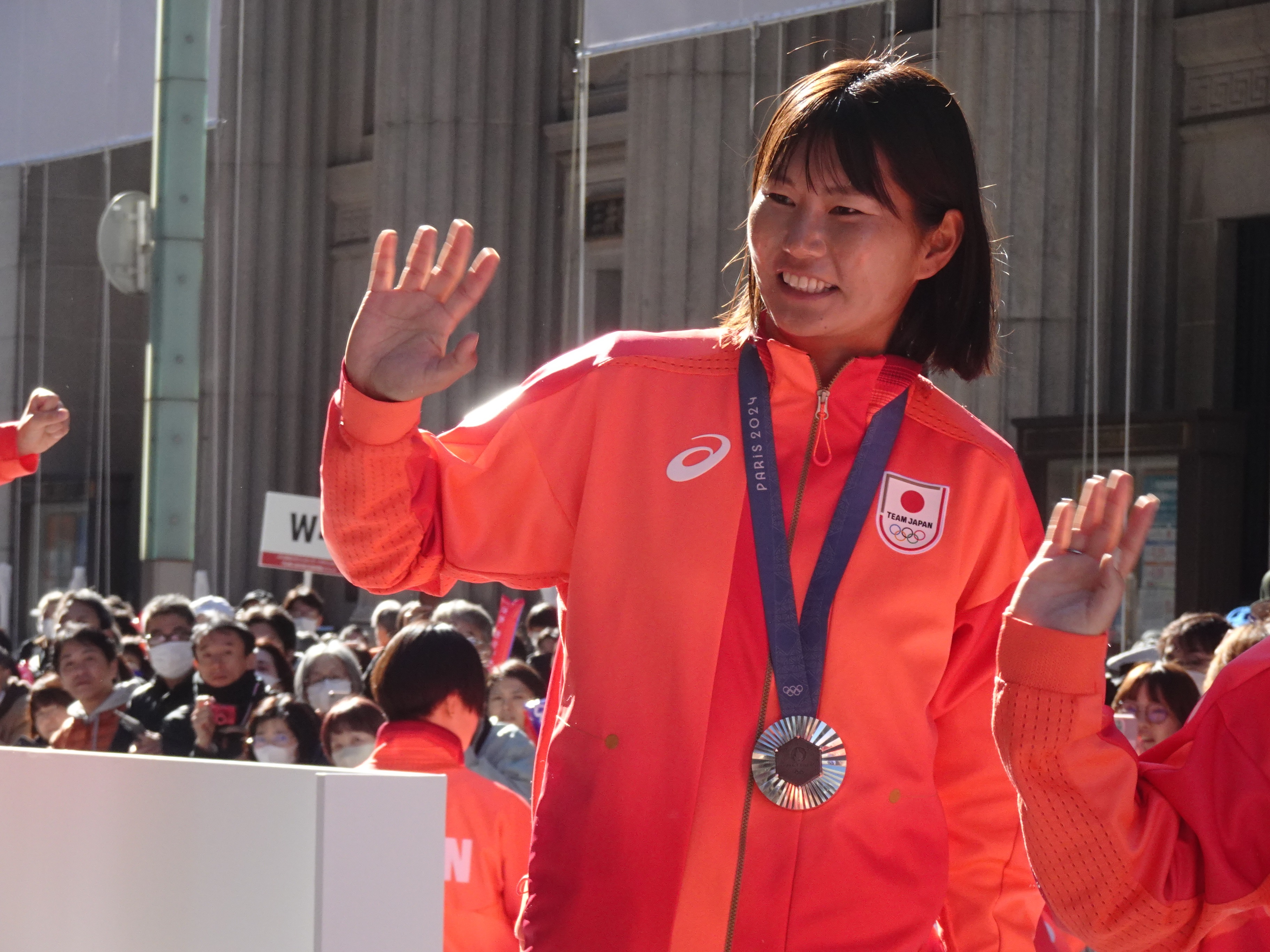
「パリ2024オリンピック・パラリンピック TEAM JAPAN応援感謝イベント」での吉岡美帆(2024年11月30日撮影)

## 人物
- 中学まではバレーボール部に所属。兵庫県立芦屋高等学校に入学してから、セーリングを始める[1]。大学4年生の時、琵琶湖全日本インカレに出場するも、不完全燃焼に終わり、卒業を機に引退するつもりだった[2]。しかし、ロンドンオリンピックに出場した吉田愛から声ががかり[3]、卒業後にはベネッセに入社、ペアを組むことになる。
- 2013年に世界選手権に初出場で10位[3]。2016年にはリオデジャネイロオリンピックも初出場で5位入賞。2019年8月に神奈川県江の島で行われたセーリング470級世界選手権（英語版）で銀メダルを獲得、2020年東京オリンピック代表内定となった[1]。
- 2021年に江の島で開催された東京オリンピックでは7位入賞だった[4]。
- 11月には、男子470級で東京オリンピックにも出場した岡田奎樹とペアを組み[注釈 1]、全日本470級選手権で優勝を果たした[5]。2022年2月には、9月に中国・杭州市で開催予定のアジア競技大会代表（混合470級）に選ばれた[6]。
- 2023年4月、第52回プリンセスソフィア杯混合470級にて1位となった[7]。吉田愛と組んだ2018年[8]以来5年ぶりの優勝となった。
- 8月、オランダ・ハーグで開催されたセーリング世界選手権混合470級で金メダルを獲得した[9]。
- 9月には、杭州アジア競技大会に出場し、優勝した[10]。
- パリオリンピック混合470級で銀メダルを獲得[11]。在住する神奈川県藤沢市からは市民栄誉賞が贈られた[12]。